# آمول گوپته
آمول گوپته (انگلیسی: Amole Gupte؛ زادهٔ ۱۹۶۲) فیلم‌نامه‌نویس، بازیگر و کارگردان فیلم اهل هند است.
وی همچنین برندهٔ جوایزی همچون جایزه فیلم‌فیر بهترین داستان شده‌است.

## فیلم‌شناسی

### کارگردان
- Sniff (۲۰۱۷)
- Hawa Hawai (۲۰۱۴)
- جعبه استنلی (۲۰۱۱)[۱]

### بازیگر
- حماسه بمبئی filming[۲] (۲۰۲۰)
- Sniff (۲۰۱۷)
- Ek Tara (۲۰۱۵)
- بازگشت سینگهام (۲۰۱۴)
- Bheja Fry 2 (۲۰۱۱)
- جعبه استنلی (۲۰۱۱)
- ارومی (۲۰۱۱)[۳]
- Phas Gaye Re Obama (۲۰۱۰)[۴]
- رذل (۲۰۰۹)
- کسی که برنده می‌شود پادشاه است (۱۹۹۲)
- هولی (۱۹۸۴)

### نویسنده
- Sniff (۲۰۱۷)
- ستاره‌های روی زمین (۲۰۰۷)
- جعبه استنلی (۲۰۱۱)
- Hawaa Hawaai (۲۰۱۴)